# 法伊兹·哈米德
法伊兹·哈米德是巴基斯坦陸軍的一名三星上將。他目前担任巴基斯坦陸軍第十一军团司令。此前，他担任第24任巴基斯坦三军情报局局長。
2019年4月至6月，他在拉瓦尔品第担任巴基斯坦陸軍的副总司令。2019年6月至2021年11月，他担任巴基斯坦三軍情報局局長。自2021年11月20日起担任第十一军团司令。